# Luchè

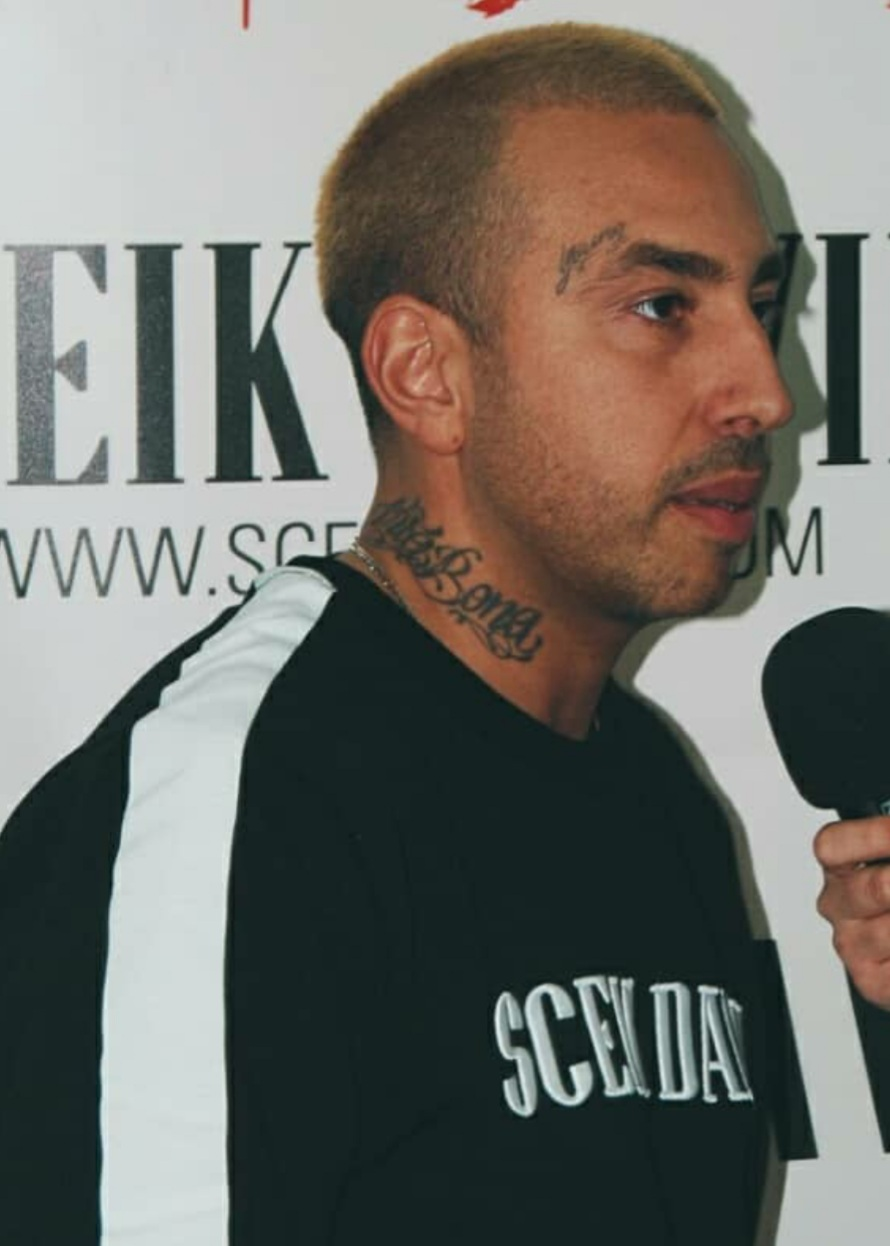
Luchè

Luchè (* 7. Januar 1981 in Neapel als Luca Imprudente) ist ein italienischer Rapper.

## Karriere
Luchè gründete Ende der 90er-Jahre mit dem befreundeten Rapper Ntò di Hip-Hop-Formation Co’Sang, die in Süditalien bald Kultstatus erreichte. Ursprünglich hatte die Gruppe vier Mitglieder, doch nach dem Ausstieg der Rapper Denè und Dayana machten Luchè und Ntò als Duo weiter und veröffentlichten Beiträge auf Samplern sowie zwei eigene Alben. 2012 löste sich Co’Sang auf und Luchè leitete mit dem Album L1 seine Solokarriere ein, in Zusammenarbeit mit bekannten Rappern wie Club Dogo, Marracash und Emis Killa. Das zweite Album L2 folgte 2014, weitere zwei Jahre später erschien das dritte Album Malammore (daran waren auch Guè Pequeno und Baby K beteiligt). 2018 meldete sich der Rapper mit Potere zurück, das wie der Vorgänger nur knapp die Chartspitze verfehlte.
Anfang 2019 gelang Luchè in Zusammenarbeit mit Sfera Ebbasta ein erster Nummer-eins-Hit mit dem Lied Stamm fort.

## Diskografie

### Alben
| Jahr | Titel Musiklabel                                            | Höchstplatzierung, Gesamtwochen, AuszeichnungChartplatzierungen (Jahr, Titel, Musiklabel, Platzierungen, Wochen, Auszeichnungen, Anmerkungen) | Höchstplatzierung, Gesamtwochen, AuszeichnungChartplatzierungen (Jahr, Titel, Musiklabel, Platzierungen, Wochen, Auszeichnungen, Anmerkungen) | Anmerkungen                                             | [↑]: gemeinsam behandelt mit vorhergehendem Eintrag; [←]: in beiden Charts platziert |
| Jahr | Titel Musiklabel                                            | IT | CH | Anmerkungen                                             |                                                                                      |
| ---- | ----------------------------------------------------------- | --- | --- | ------------------------------------------------------- | ------------------------------------------------------------------------------------ |
| 2012 | L1 Arealive (Edel)                                          | IT45 (1 Wo.)IT | — | Erstveröffentlichung: 19. Juni 2012                     |                                                                                      |
| 2014 | L2 Roccia Music (Roccia)                                    | IT24 (2 Wo.)IT | — | Erstveröffentlichung: 1. Juli 2014                      |                                                                                      |
| 2016 | Malammore Roccia Music (UMG)                                | IT2 Platin · (26 Wo.)IT | CH92 (1 Wo.)CH | Erstveröffentlichung: 15. Juli 2016 Verkäufe: + 50.000  |                                                                                      |
| 2018 | Potere Universal Music Italy (UMG)                          | IT1 ×3Dreifachplatin · (244 Wo.)IT | — | Erstveröffentlichung: 29. Juni 2018 Verkäufe: + 150.000 |                                                                                      |
| 2022 | Dove volano le aquile Columbia Records (Sony)               | IT1 ×2Doppelplatin · (85 Wo.)IT | CH63 (1 Wo.)CH | Erstveröffentlichung: 1. April 2022 Verkäufe: + 100.000 |                                                                                      |
| 2023 | Dove volano le aquile Vol. 2 Columbia Records (Sony)[IT: ↑] | IT1 ×2Doppelplatin · (85 Wo.)IT | — | Erstveröffentlichung: 10. Mai 2023                      |                                                                                      |
| 2025 | Il mio lato peggiore Warner Music Italy (WMG)               | IT3 Gold · (… Wo.)IT | CH53 (1 Wo.)CH | Erstveröffentlichung: 16. Mai 2025 Verkäufe: + 25.000   |                                                                                      |

### Singles
| Jahr | Titel Album                                   | Höchstplatzierung, Gesamtwochen, AuszeichnungChartsChartplatzierungen (Jahr, Titel, Album, Platzierungen, Wochen, Auszeichnungen, Anmerkungen) | Anmerkungen                                                                                              |
| Jahr | Titel Album                                   | IT | Anmerkungen                                                                                              |
| --- | --------------------------------------------- | --- | --- |
| 2018 | Je ce credevo Potere                          | IT67 Gold · (2 Wo.)IT | Erstveröffentlichung: 21. Juni 2018 Verkäufe: + 50.000                                                   |
| 2018 | Torna da me Potere                            | IT47 ×2Doppelplatin · (5 Wo.)IT | Erstveröffentlichung: 29. Juni 2018 Verkäufe: + 200.000                                                  |
| 2019 | Stamm fort Potere                             | IT1 ×2Doppelplatin · (32 Wo.)IT | Erstveröffentlichung: 18. Januar 2019 Verkäufe: + 100.000; feat. Sfera Ebbasta                           |
| 2019 | Parliamo Potere                               | IT50 Platin · (5 Wo.)IT | Erstveröffentlichung: 9. Juli 2019 Verkäufe: + 100.000                                                   |
| 2020 | Sport (I muscoli) Persona                     | IT3 ×2Doppelplatin · (17 Wo.)IT | Erstveröffentlichung: 27. März 2020 Verkäufe: + 200.000; mit Marracash; Remix feat. Lazza, Paky & Taxi B |
| 2021 | Rap Tutorial –                                | IT87 (1 Wo.)IT | Erstveröffentlichung: 19. Mai 2021 mit Geolier                                                           |
| 2021 | Topless Dove volano le aquile                 | IT76 Gold · (2 Wo.)IT | Erstveröffentlichung: 9. Juli 2021 Verkäufe: + 35.000; feat. Geeno & Coco                                |
| 2022 | Che Stai Dicenn Dove volano le aquile         | IT59 (1 Wo.)IT | Erstveröffentlichung: 1. Juli 2022 feat. Paky                                                            |
| 2022 | La Notte di San Lorenzo Dove volano le aquile | IT27 Platin · (16 Wo.)IT | Erstveröffentlichung: 27. Juli 2022 Verkäufe: + 100.000                                                  |
| 2022 | Purosangue Dove volano le aquile              | IT7 Gold · (6 Wo.)IT | Erstveröffentlichung: 21. Oktober 2022 Verkäufe: + 50.000; feat. Shiva                                   |
| 2025 | Anno Fantastico Il mio lato peggiore          | IT9 (11 Wo.)IT | Erstveröffentlichung: 21. März 2025 feat. Shiva & Tony Boy                                               |
| 2025 | Autostima Il mio lato peggiore                | IT45 (… Wo.)IT | Erstveröffentlichung: 23. April 2025                                                                     |
| Folgende Lieder erschienen nicht als Single, wurden aber durch das Album zum Download und Streaming bereitgestellt und konnten somit eine Platzierung erlangen: |                                               | | |
| |                                               | | |
| 2018 | Star Potere                                   | IT69 Platin · (1 Wo.)IT | Verkäufe: + 100.000                                                                                      |
| 2018 | Non abbiamo età Potere                        | IT79 ×3Dreifachplatin · (2 Wo.)IT | Verkäufe: + 300.000                                                                                      |
| 2018 | Potere / Il sorpasso Potere                   | IT87 (1 Wo.)IT | |
| 2020 | Chico Mr. Fini                                | IT5 ×4Vierfachplatin · (38 Wo.)IT | Verkäufe: + 280.000; mit Guè Pequeno & Rose Villain                                                      |
| 2022 | Le pietre non volano Dove volano le aquile    | IT11 Platin · (6 Wo.)IT | Verkäufe: + 100.000; feat. Marracash                                                                     |
| 2022 | Password Dove volano le aquile                | IT29 Platin · (7 Wo.)IT | Verkäufe: + 100.000                                                                                      |
| 2022 | Over Dove volano le aquile                    | IT30 (1 Wo.)IT | feat. Geolier                                                                                            |
| 2022 | No Love Dove volano le aquile                 | IT31 (1 Wo.)IT | feat. Coco                                                                                               |
| 2022 | Ci riuscirò davvero Dove volano le aquile     | IT33 (1 Wo.)IT | feat. Ernia                                                                                              |
| 2022 | Qualcosa di grande Dove volano le aquile      | IT41 (1 Wo.)IT | feat. Madame                                                                                             |
| 2022 | D10S Dove volano le aquile                    | IT44 (1 Wo.)IT | feat. Elisa                                                                                              |
| 2022 | L’ultima volta Dove volano le aquile          | IT46 (1 Wo.)IT | |
| 2022 | Slang Dove volano le aquile                   | IT48 (1 Wo.)IT | |
| 2022 | Addio Dove volano le aquile                   | IT55 (1 Wo.)IT | feat. Guè & Noyz Narcos                                                                                  |
| 2022 | Tutto di me Dove volano le aquile             | IT58 (1 Wo.)IT | |
| 2022 | Si vince alla fine Dove volano le aquile      | IT61 (1 Wo.)IT | |
| 2022 | Liberami da te Dove volano le aquile          | IT63 (1 Wo.)IT | feat. Etta                                                                                               |
| 2022 | Karma Dove volano le aquile                   | IT68 (1 Wo.)IT | feat. Coco                                                                                               |
| 2022 | Dire la mia Dove volano le aquile             | IT90 (1 Wo.)IT | |
| 2023 | Non siamo uguali Dove volano le aquile Vol. 2 | IT57 (1 Wo.)IT | feat. Coco                                                                                               |
| 2025 | Ginevra Il mio lato peggiore                  | IT1 (… Wo.)IT | feat. Geolier                                                                                            |
| 2025 | Miami Vice Il mio lato peggiore               | IT8 (… Wo.)IT | feat. Sfera Ebbasta & Simba La Rue                                                                       |
| 2025 | Nessuna Il mio lato peggiore                  | IT4 Gold · (… Wo.)IT | Verkäufe: + 100.000                                                                                      |
| 2025 | Un milione di mani Il mio lato peggiore       | IT29 (2 Wo.)IT | feat. Rose Villain                                                                                       |
| 2025 | La mia vittoria Il mio lato peggiore          | IT44 (1 Wo.)IT | feat. Giorgia & Marracash                                                                                |
| 2025 | Ilary Il mio lato peggiore                    | IT52 (1 Wo.)IT | feat. Guè & Nerissima Serpe                                                                              |
| 2025 | Il mio lato peggiore                          | IT69 (1 Wo.)IT | feat. Lele Adani                                                                                         |

Weitere Singles
- 2016: Ti amo – Platin (100.000+)[4]
- 2016: O’ primmo ammore – Gold (25.000+)[4]
- 2016: Che Dio mi benedica – Platin (100.000+)[4]
- 2016: Il mio ricordo – Gold (50.000+)[4]
- 2016: Lo stesso viso – Gold (50.000+)[4]

### Gastbeiträge
| Jahr | Titel Album                         | Höchstplatzierung, Gesamtwochen, AuszeichnungChartsChartplatzierungen (Jahr, Titel, Album, Platzierungen, Wochen, Auszeichnungen, Anmerkungen) | Anmerkungen                                                                          |
| Jahr | Titel Album                         | IT | Anmerkungen                                                                          |
| --- | ----------------------------------- | --- | ------------------------------------------------------------------------------------ |
| 2014 | Ciao Dadaismo                       | IT73 (1 Wo.)IT | Erstveröffentlichung: 17. März 2014 Deleterio feat. Marracash, Luchè & Jake La Furia |
| 2019 | Yacht Emanuele                      | IT24 Gold · (4 Wo.)IT | Erstveröffentlichung: 10. Dezember 2019 Verkäufe: + 35.000; Geolier feat. Luchè      |
| Folgende Lieder erschienen nicht als Single, wurden aber durch das Album zum Download und Streaming bereitgestellt und konnten somit eine Platzierung erlangen: |                                     | |                                                                                      |
| |                                     | |                                                                                      |
| 2017 | Al mio fianco Potere                | IT90 (1 Wo.)IT | Night Skinny feat. Luchè                                                             |
| 2017 | Oro giallo Gentleman                | IT28 Platin · (10 Wo.)IT | Verkäufe: + 50.000; Guè Pequeno feat. Luchè                                          |
| 2018 | Ridere di noi Notti brave (After)   | IT44 Gold · (1 Wo.)IT | Verkäufe: + 35.000; Carl Brave feat. Luchè                                           |
| 2018 | Splash (Remix) Trap Lovers Reloaded | IT61 (1 Wo.)IT | Dark Polo Gang feat. Guè Pequeno & Luchè                                             |
| 2018 | Casa mia Enemy                      | IT6 Platin · (5 Wo.)IT | Verkäufe: + 50.000; Noyz Narcos feat. Luchè & Capo Plaza                             |
| 2018 | Modalità aereo Sinatra              | IT5 Platin · (9 Wo.)IT | Verkäufe: + 50.000; Guè Pequeno feat. Luchè & Marracash                              |
| 2019 | Iside Re Mida                       | IT41 Platin · (2 Wo.)IT | Verkäufe: + 100.000; Lazza feat. Luchè                                               |
| 2019 | Attraverso me Mattoni               | IT8 Platin · (7 Wo.)IT | Verkäufe: + 70.000; Night Skinny feat. Luchè                                         |
| 2019 | Prometto Mattoni                    | IT12 Platin · (7 Wo.)IT | Verkäufe: + 70.000; Night Skinny feat. Rkomi & Luchè                                 |
| 2019 | Non dormo mai Neverland             | IT40 Gold · (2 Wo.)IT | Verkäufe: + 50.000; Mecna & Sick Luke feat. Luchè, Tedua & Generic Animal            |
| 2019 | Freddo Arturo                       | IT50 (1 Wo.)IT | Side Baby feat. Luchè                                                                |
| 2020 | Bankroll Elo                        | IT43 (1 Wo.)IT | DrefGold feat. Sfera Ebbasta                                                         |
| 2020 | Pensavo di ucciderti Gemelli        | IT23 Gold · (2 Wo.)IT | Verkäufe: + 50.000; Ernia feat. Luchè                                                |
| 2021 | Denim Giappo Fastlife 4             | IT23 (2 Wo.)IT | Guè Pequeno & DJ Harsh feat. Luchè                                                   |
| 2022 | Temporale X2                        | IT16 (3 Wo.)IT | Sick Luke feat. Izi, Ketama126 & Luchè                                               |
| 2022 | Giorno del giudizio Salvatore       | IT23 (2 Wo.)IT | Paky feat. Luchè & Mahmood                                                           |
| 2022 | Fake Botox                          | IT17 Gold · (3 Wo.)IT | Verkäufe: + 50.000; Night Skinny feat. Geolier & Luchè                               |
| 2022 | Scale Botox                         | IT32 Platin · (3 Wo.)IT | Verkäufe: + 100.000; Night Skinny feat. Luchè                                        |
| 2022 | Cry Later Virus                     | IT5 Gold · (3 Wo.)IT | Verkäufe: + 50.000; Noyz Narcos feat. Sfera Ebbasta & Luchè                          |
| 2022 | Riflessi rossi Santana Season       | IT44 (1 Wo.)IT | Shiva feat. Guè & Luchè                                                              |
| 2023 | Sotto controllo Pizza Kebab Vol. 1  | IT91 (1 Wo.)IT | Ghali feat. Luchè                                                                    |
| 2024 | Già lo sai Dio lo sa                | IT44 (5 Wo.)IT | Geolier feat. Luchè                                                                  |
| 2024 | Solo Containers                     | IT49 (1 Wo.)IT | Night Skinny feat. Luchè                                                             |

Weitere Gastbeiträge
- 2015: XDVRMX (Sfera Ebbasta & Charlie Charles feat. Luchè & Marracash) – Gold (25.000+)[4]
- 2019: Un attimo (Lele Blade feat. Luchè) – Gold (50.000+)[4]

## Belege
1. ↑  Rita Minini: Luchè (Luca Imprudente) biografia: chi è, età, altezza, peso, tatuaggi, fidanzata, Instagram e vita privata. In: Spettegolando. 14. Januar 2022, abgerufen am 25. Februar 2022 (italienisch).
2. ↑  Alben von Luchè. In: Italiancharts.com. Hung Medien, abgerufen am 3. Februar 2019.
3. ↑  Discographie Luchè. In: Hitparade.ch. Hung Medien, abgerufen am 10. April 2022.
4. 1 2 3 4 5 6 7 8 9 10 11 12 13 14 15 16 17 18 19 20 21 22 23 24 25 26 27 28 29 30 31 32 33 34 35 36 37 38 39  Luchè, certificazioni. FIMI, abgerufen am 12. August 2025 (italienisch).
5. 1 2  Archivio classifiche Top Singoli. FIMI, abgerufen am 12. August 2025 (italienisch).

| Personendaten    | Personendaten                  |
| ---------------- | ------------------------------ |
| NAME             | Luchè                          |
| ALTERNATIVNAMEN  | Imprudente, Luca (Geburtsname) |
| KURZBESCHREIBUNG | italienischer Rapper           |
| GEBURTSDATUM     | 7. Januar 1981                 |
| GEBURTSORT       | Neapel                         |